# Communiqué
Communiqué — другий студійний альбом англійської групи Dire Straits, який вийшов 15 червня 1979 року.

## Композиції
1. Once Upon a Time in the West - 5:25
2. News - 4:14
3. Where Do You Think You're Going? - 3:49
4. Communiqué - 5:49
5. Lady Writer - 3:45
6. Angel of Mercy - 4:36
7. Portobello Belle - 4:29
8. Single-Handed Sailor - 4:42
9. Follow Me Home - 5:50